# Stenowithius torpidus
Stenowithius torpidus är en spindeldjursart som beskrevs av Beier 1958. Stenowithius torpidus ingår i släktet Stenowithius och familjen Withiidae. Inga underarter finns listade i Catalogue of Life.